# 凱特·格林威
凱特·格林威（英語：Kate Greenaway，1846年3月17日—1901年11月6日）是維多利亞時代英國的插畫家及繪本作家，被譽為兒童繪本的先驅之一。她創作的首本童書《窗下》在1878年出版後廣受歡迎，使她與藍道夫·凱迪克齊名。
著名兒童繪本獎項凱特·格林威獎即是以她的名字命名的。

## 生平
凱特·格林威的父親約翰·格林威是一位小有名氣的雕刻師，母親伊莉莎白則是位裁縫師，有一間製作童裝的店舖:143。
格林威在12歲時正式上學，接受藝術教育。21歲時開始從事插畫工作。
1877年，格林威向知名木刻家艾德蒙·伊凡斯展示了她創作的一些畫作和詩作，伊凡斯便決定將這些作品引製成書出版。1878年，《窗下》（Under the Window）由勞特里奇出版，首版印製兩萬本、每本售價六先令，是為格林威的首本書籍，很快成為了暢銷書，格林威也因此聞名於世:128。這本書還引起了著名藝術評論家約翰·拉斯金的關注，他親自寫信給格林威予以鼓勵和肯定。
1901年11月，格林威因乳腺癌病逝。其遺體在沃金火化，並葬於漢普斯特德公墓。

## 插圖

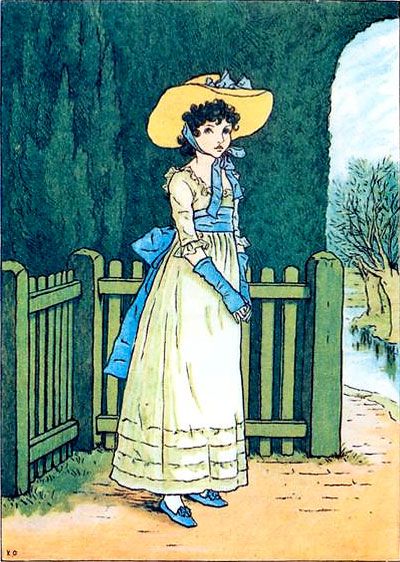
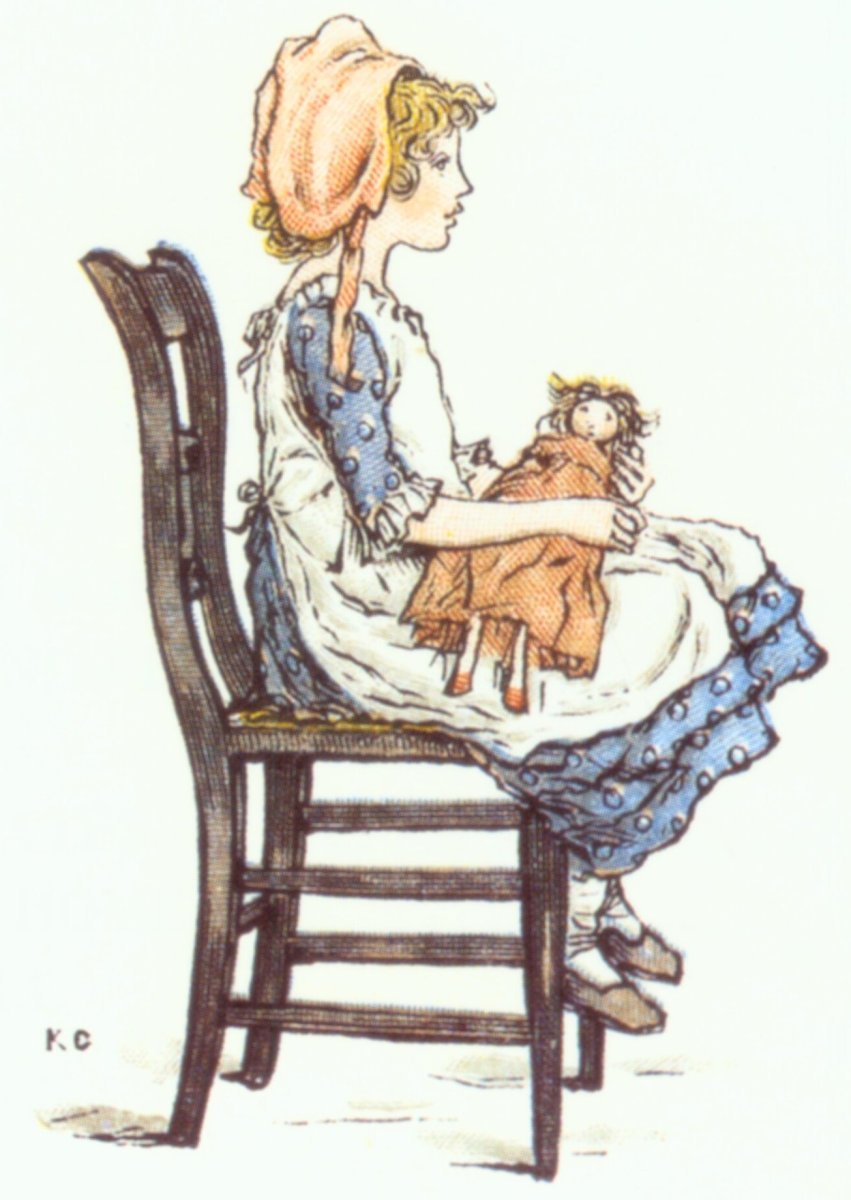
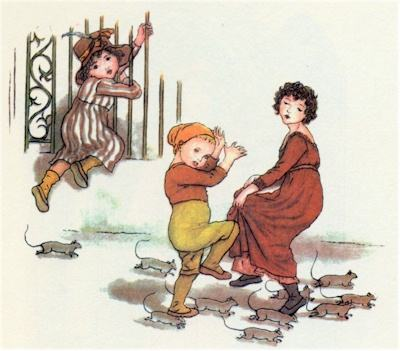
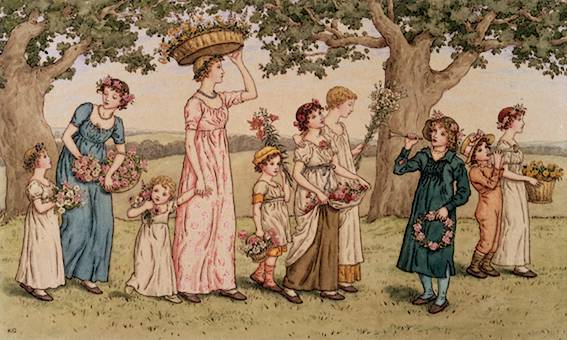
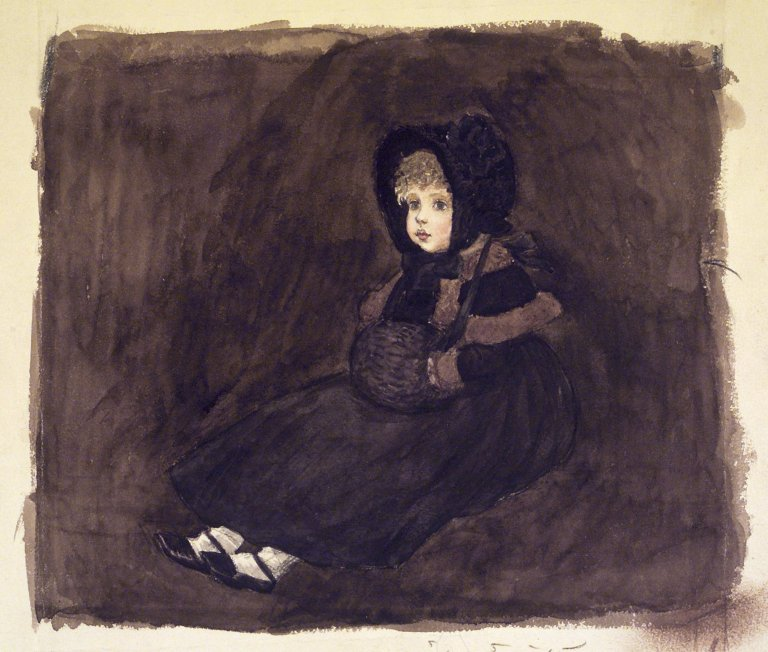
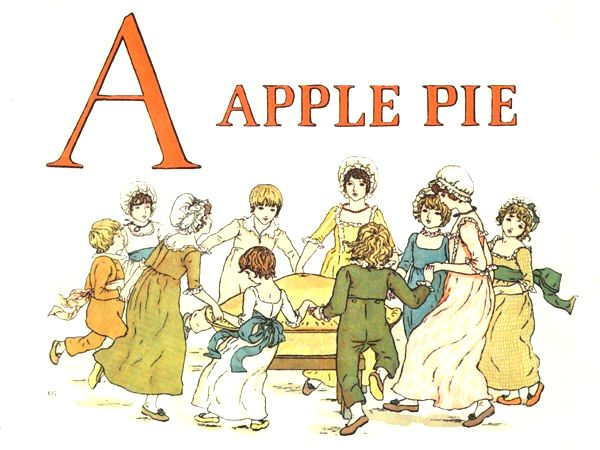
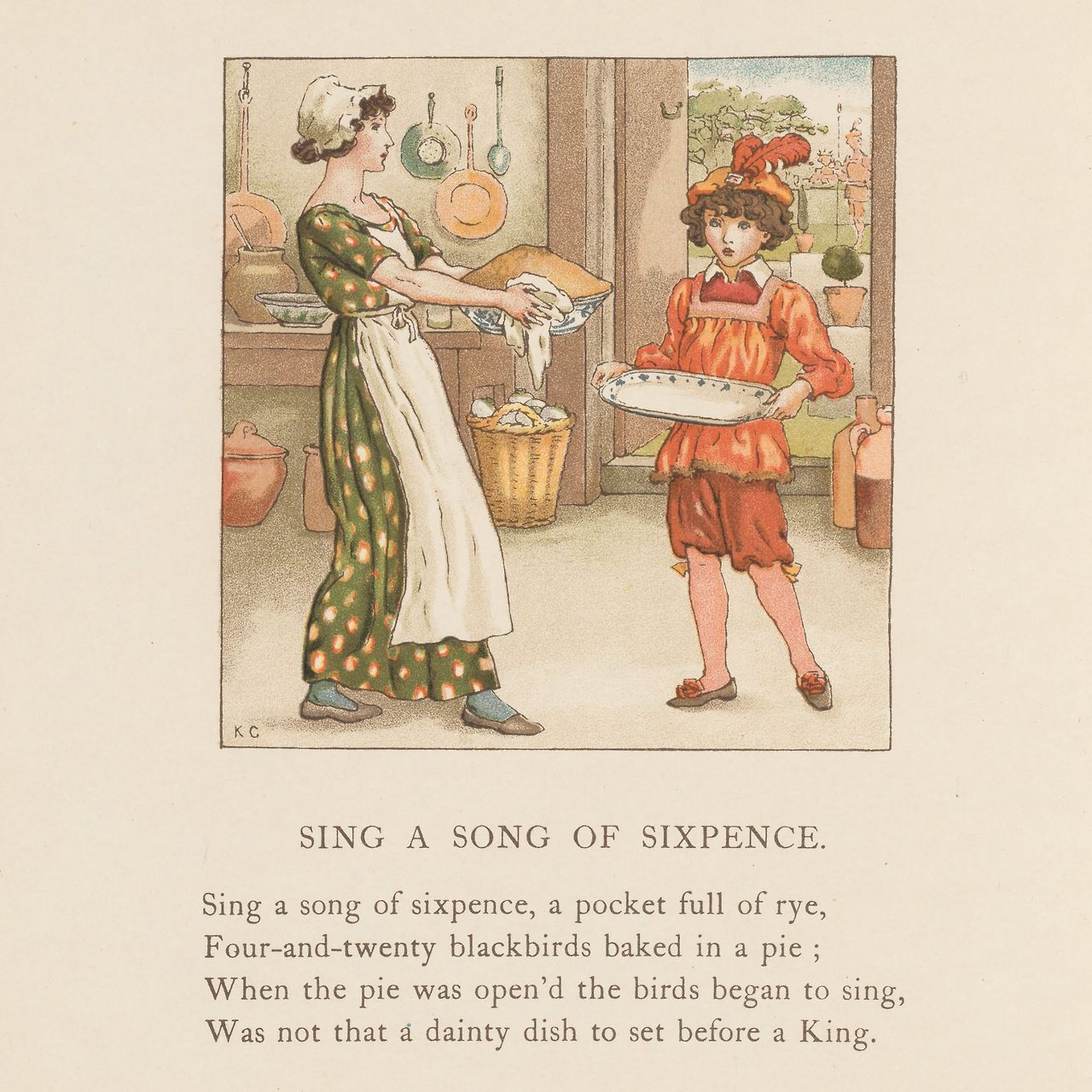

## 紀念
1955年，英國圖書館協會將新設立的兒童繪本獎項命名為「凱特·格林威獎」，用以紀念她:143。

## 外部連結
- Kate Greenaway的作品  - 古騰堡計劃
- 互联网档案馆中凱特·格林威的作品或与之相关的作品
- Kate Greenaway在国会图书馆管理局的纪录，有84条目录ue纪录
- 凱特·格林威（页面存档备份，存于），大英百科全書（英文）
- 凱特·格林威在互联网电影资料库（IMDb）上的資料（英文）